# Leopold Prečan
Leopold Prečan (Holy Tedec, 8 de març de 1866 - Svatý Kopeček, 2 de març de 1947) va ser un teòleg de la República Txeca, 11è arquebisbe d'Olomouc i de Moràvia (1923-1947), ajudant del tron pontifici, ciutadà honorari d'Olomouc.